# Kim Swift
Kimberly Swift (1983) es una diseñadora de videojuegos estadounidense, reconocida principalmente por su trabajo en Valve con juegos como Portal y Left 4 Dead. La revista Forbes la incluyó en su lista de 30 under 30 figuras influyentes de la industria de los videojuegos. Según Mental Floss, es considerada una de las mujeres más destacadas en este sector.

## Trayectoria
Kim Swift mostró interés en la industria de los videojuegos en su tercer año de secundaria. Alentada por su padre, se inscribió en el programa de Simulación Interactiva en Tiempo Real (RTIS) de DigiPen Institute of Technology graduándose en 2005. Durante su formación participó, junto con un grupo de compañeros, en la creación del juego Narbacular Drop un juego basado en mecánicas de portales. Este proyecto atrajo la atención de Valve, una empresa desarrolladora, editora y de distribución digital de videojuegos estadounidense, y cuyo cofundador Gabe Newell les ofreció personalmente unirse a la compañía. Swift fue incorporada como líder de equipo de desarrollo de Portal y diseñadora de niveles. En este puesto, desarrolló un proceso iterativo de diseño que integraba creación, pruebas y ajustes continuos, lo que resultó clave para el desarrollo del juego. Portal fue reconocido con premios en diseño, innovación y juego del año, además de figurar en listas de los mejores juegos de la década y en la colección permanente del Museo de Arte Moderno de Nueva York.
Tras el éxito de Portal, Swift participó en otros proyectos destacados de Valve, como Left 4 Dead y su secuela, Left 4 Dead 2, en los cuales desempeñó un papel principal en el desarrollo.En diciembre de 2009, Swift dejó Valve para unirse a Airtight Games, donde colaboró con Square Enix y lideró el equipo que desarrolló Quantum Conundrum, lanzado en 2012. Este juego busca atraer a un público más diverso. En una entrevista con Wired ese mismo año, Swift expresó su creencia de que los videojuegos son "juguetes" que permiten a las personas, especialmente adultos, explorar su imaginación de manera socialmente aceptada.
En abril de 2014, Swift se unió a Amazon Game Studios para desarrollar videojuegos en su estudio interno. Swift describió su papel como diseñadora sénior para proyectos aún no revelados. En enero de 2017, Electronic Arts anunció que Swift se uniría como directora de diseño en Motive Studios, donde contribuyo al desarrollo de Star Wars Battlefront II.
Posteriormente, Swift trabajo en el estudio interno de desarrollo de Google Stadia, Stadia Games & Entertainment, como directora de diseño de videojuegos, hasta que Google cerró el estudio en febrero de 2021. Ese mismo año, se incorporó a Xbox Game Studios Publishing como directora sénior de juegos en la nube. Allí lideró iniciativas para integrar soporte nativo en la nube, como delegar partes complejas del procesamiento, especialmente en secciones multijugador.
Swift ha sido reconocida por su enfoque en crear videojuegos accesibles y atractivos para audiencias amplias, similar al equilibrio de entretenimiento de calidad que ofrecen las películas de Pixar. Su trabajo en Portal demostró que los juegos con altos valores de producción pueden tener éxito comercial y artístico, vendiendo más de 4 millones de copias físicas.

## Impacto
Swift describe sus videojuegos como “juguetes” en lugar de arte. En una entrevista realizada por Wired, explicó que percibe que los videojuegos suelen estar asociados a ciertos estereotipos o grupos específicos, una idea que desea superar. Según, Swift, clasificar los videojuegos como juguetes resalta su capacidad de permitir a cualquier persona, incluidos los adultos, a explorar su imaginación mientras juegan. Swift dice: “Nos permiten volver a ser niños. Lo bueno de los juegos, en particular, es que son una forma socialmente aceptable de imaginar para los adultos”. Refiriéndose específicamente a Portal, Swift señaló que buscaba ofrecer al usuario una experiencia que lo invitara a adentrarse en una fantasía, alentando a las generaciones mayores a usar su imaginación y “jugar abiertamente con juguetes”.
El desarrollo de Portal liderado por Swift demostró a la industria que los videojuegos con altos valores de producción y precios elevados podían ser exitosos. Como diseñadora principal, Swift utilizó tanto el poder de las narrativas como las mecánicas de los pasajes extradimensionales para atraer la atención de la audiencia. Portal terminó vendiendo más de 4 millones de copias en tiendas minoristas, sin incluir las ventas digitales. El Museo de Arte Moderno de Nueva York seleccionó a Portal como uno de los catorce juegos que se incluirán en su colección permanente. Swift fue reconocida en Forbes 30 Under 30 por sus increíbles diseños y desarrollo de juegos. En su entrevista con John Walker en Eurogamer, Swift expresó su perspectiva sobre la industria de los videojuegos, señalando que suelen dividirse en dos categorías: aquellos dirigidos a niños, con valores de producción bajos y poca atracción para los adultos, y los títulos de gran presupuesto que, aunque sustanciales, contienen altos niveles de violencia inapropiados para un público infantil. Según Swift, existe un punto intermedio que puede ofrecer experiencias atractivas para un público diverso, similar a lo que logran las películas de Pixar. Su objetivo es desarrollar juegos que sean más accesibles para un público amplio.

## Reconocimientos
En 2008, en colaboración con el escritor Erik Wolpaw, Swift recibió en los Game Developers Choice Awards reconocimientos en las categorías de diseño, innovación y juego del año por Portal.
En 2012, fue incluida en la lista Forbes 30 Under 30 en reconocimiento a sus contribuciones al diseño de videojuegos.
En marzo de 2020, Swift actuó como anfitriona de la vigésima ceremonia de los Game Developers Choice Awards.

## Juegos
- Narbacular Drop (2005)
- Half-Life 2: Episode One (2006)
- Portal (2007)
- Half-Life 2: Episode Two (2007)
- Portal: Still Alive (2008)
- Left 4 Dead (2008)
- Left 4 Dead 2 (2009)
- Quantum Conundrum (2012)
- PIXLD (2012) [22]
- Soul Fjord (2014) [5][23]
- Star Wars Battlefront II[24] (2017)